# Lipnica Wielka (gemeente)
De gemeente Lipnica Wielka is een landgemeente in woiwodschap Klein-Polen, in powiat Nowotarski.
De zetel van de gemeente is in Lipnica Wielka.
Op 30 juni 2004 telde de gemeente 5557 inwoners.

## Oppervlakte gegevens
In 2002 bedroeg de totale oppervlakte van gemeente Lipnica Wielka 67,47 km², waarvan:
- agrarisch gebied: 49%
- bossen: 48%

De gemeente beslaat 4,58% van de totale oppervlakte van de powiat.

## Demografie
Stand op 30 juni 2004:
| Omschrijving                   | Totaal | Totaal | Vrouwen | Vrouwen | Mannen | Mannen |
| ------------------------------ | ------ | ------ | ------- | ------- | ------ | ------ |
| eenheid                        | aantal | %      | aantal  | %       | aantal | %      |
| inwoners                       | 5557   | 100    | 2829    | 50,9    | 2728   | 49,1   |
| bevolkingsdichtheid (inw./km²) | 82,4   | 82,4   | 41,9    | 41,9    | 40,4   | 40,4   |

In 2002 bedroeg het gemiddelde inkomen per inwoner 1793,8 zł.

## Plaatsen
Lipnica Wielka (sołectwo: Murowanica, Centrum, Skoczyki, Przywarówka), Kiczory.

## Aangrenzende gemeenten
Jabłonka, Zawoja. De gemeente grenst aan Slowakije.